# Catharsis (psychologie)
De theorie over catharsis binnen de psychologie stelt dat het aan het licht brengen en uiten (Engels: venting) van traumatische herinneringen en de ermee gepaard gaande emoties een verlichtend effect hebben op de psychologische gesteldheid van de patiënt. 
Sigmund Freud en Josef Breuer gaven deze naam aan deze behandelmethode. Pierre Janet noemde deze methode psychologische analyse. Later werd er de naam psychoanalyse aan gegeven.
Het woord komt van het Griekse woord katharsis dat letterlijk zuivering of reiniging betekent. 